# Paràbola de la perla
La paràbola de la perla és una narració que apareix a l'evangeli segons Mateu (Mt, 13:45) i a l'apòcrif evangeli de Tomàs.

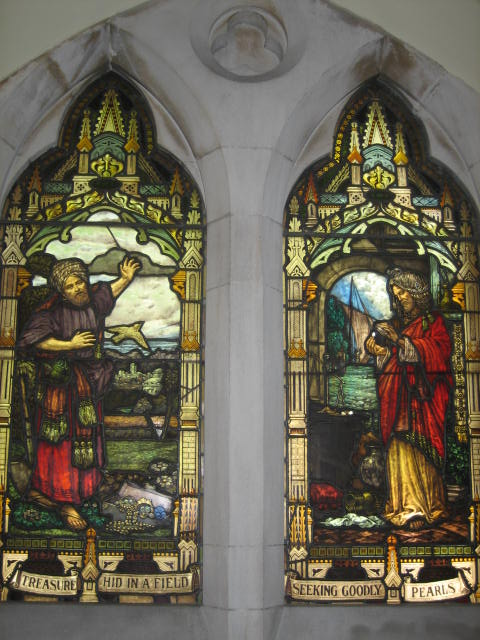
Vitrall que representa la paràbola

## Argument
Un ric mercader veu una perla de gran valor i la compra tot cofoi venent tot allò que posseeix per poder adquirir-la.

## Anàlisi
A l'evangeli es compara explícitament la perla amb el Regne del Cel, una metàfora per il·lustrar el seu valor i que va en la línia d'altres històries similars com la paràbola de la llavor que creix tota sola, on es prenen objectes coneguts pels oients per exemplificar un concepte abstracte.
La perla era una de les joies més preuades de l'antigor i, per tant, s'equipara amb el Cel, també un bé molt preuat. La mateixa imatge apareix a la paràbola del tresor amagat, que es pot veure com un paral·lel d'aquesta per la imatge del bé material i que apareix just al costat a l'evangeli de Mateu.
El mercader ven tot el que té, perquè la perla (la salvació) és el més valuós; es renuncia a tota altra comoditat material o riquesa, en un tema que es repeteix a l'evangeli: els diners poden ser un obstacle per a la salvació, ja que enfoque la vida terrenal cap a luxes i no cap a la llei divina.
La paràbola apareix a nombroses representacions artístiques, tant pintures com gravats o vitralls.